# Lucky Diamond Rich
Gregory Paul McLaren (Nova Zelândia, 1971) mais conhecido como Lucky Diamond Rich, é um artista performático neozelandês-britânico. É uma pessoa conhecida pelas suas inúmeras tatuagens que cobrem 100% de sua superfície corporal. É de acordo com o Guiness de 2006 a pessoa mais tatuada do mundo.Possui locais sensíveis tatuados como entre os dedos, genitália e pálpebras. Rich também é artista de rua e faz malabarismos. 